# Inga Paškovska
Inga Paškovska (* 20. Januar 1992 in Cēsis) ist eine ehemalige lettische Biathletin und Skilangläuferin.
Inga Paškovska lebt in Taurene. Ihre ersten internationalen Meisterschaft wurden die Juniorenweltmeisterschaften 2010 in Torsby, wo sie 66. des Einzels, 63. des Sprints und mit Anastasija Sardiko und Baiba Bendika 13. im Staffelrennen wurde. Es folgten die Juniorenweltmeisterschaften 2011 in Nové Město na Moravě mit den Platzierungen 38 im Einzel, 40 im Sprint und 42 im Verfolgungsrennen. An selber Stelle startete sie im weiteren Jahresverlauf auch bei den Juniorenrennen der Sommerbiathlon-Weltmeisterschaften 2011, wo sie die Ränge 16 im Sprint, 24 im Verfolger und elf mit der Mixed-Staffel erreichte. In Kontiolahti folgte die dritte Teilnahme bei den Juniorenweltmeisterschaften 2012. Paškovska belegte die Ränge 49 im Sprint und 40 im Verfolgungsrennen. Im Einzel wurde sie disqualifiziert.
Ihre ersten Rennen bei den Frauen bestritt Paškovska zu Beginn der Saison 2011/12 im IBU-Cup in Östersund. Bei ihrem ersten Sprint kam sie auf den 62. Platz. Es war zugleich ihre bislang beste Platzierung in der zweithöchsten Rennserie. Erste internationale Meisterschaft bei den Frauen wurden die Weltmeisterschaften 2012 in Ruhpolding. Im Sprint wurde die Lettin 106., im Einzel 102. und mit Žanna Juškāne, Baiba Bendika und Anete Brice in der überrundeten Staffel als Letztplatzierte 26.
Von 2014 bis 2019 nahm sie im Skilanglauf vorwiegend an FIS-Rennen und Wettbewerben des Scandinavian-Cups teil. 2014 wurde sie lettische Meisterin über 5 km Freistil und 2016 sowie 2019 im Sprint. Bei den Nordischen Skiweltmeisterschaften 2017 in Lahti errang sie den 62. Platz im Sprint und bei den Olympischen Winterspielen 2018 in Pyeongchang den 80. Platz 10 km Freistil.

## Weltcupstatistik
Die Tabelle zeigt alle Platzierungen (je nach Austragungsjahr einschließlich Olympische Spiele und Weltmeisterschaften).
- 1.–3. Platz: Anzahl der Podiumsplatzierungen
- Top 10: Anzahl der Platzierungen unter den ersten zehn (einschließlich Podium)
- Punkteränge: Anzahl der Platzierungen innerhalb der Punkteränge (einschließlich Podium und Top 10)
- Starts: Anzahl gelaufener Rennen in der jeweiligen Disziplin

| Platzierung                    | Einzel | Sprint | Verfolgung | Massenstart | Staffel | Gesamt |
| ------------------------------ | ------ | ------ | ---------- | ----------- | ------- | ------ |
| 1. Platz                       |        |        |            |             |         |        |
| 2. Platz                       |        |        |            |             |         |        |
| 3. Platz                       |        |        |            |             |         |        |
| Top 10                         |        |        |            |             |         |        |
| Punkteränge                    |        |        |            |             | 1       | 1      |
| Starts                         | 1      | 1      |            |             | 1       | 3      |
| Stand: nach der Saison 2011/12 |        |        |            |             |         |        |